# Aggházy Tibor
Aggházy Tibor (Budapest, Ferencváros, 1880. július 5. – ?, 1956) építészmérnök, MÁV-főfelügyelő.

## Családja
Édesapja Aggházy Gyula festőművész, anyja Belus Irén, felesége Balló Mária, akivel 1911. szeptember 16-án Rákospalotán kötött házasságot, apósa Balló Mátyás, leánya Aggházy Mária, jeles művészettörténész volt.

## Élete
1880. július 19-én keresztelték a budapest-ferencvárosi római katolikus plébánián. 1903-ban szerzett oklevelet a budapesti Műegyetemen, ezt követően négy évig Czigler Győző tervezőirodájában dolgozott. 1907-ben a MÁV-hoz került, 1924-ben ugyanitt főfelügyelő lett. Újpesten élt. Városi képviselő, valamint a Zeneművelő Egyesület titkára volt. Többször járt külföldön. Számos magánházat, vasút épületet és középületet is tervezett. Az ő tervének felhasználásával készült el a MÁV budapesti betegrendelő intézete is. Művészeti és kritikai cikkeit különböző folyóiratokban publikálta.

## Főbb művei

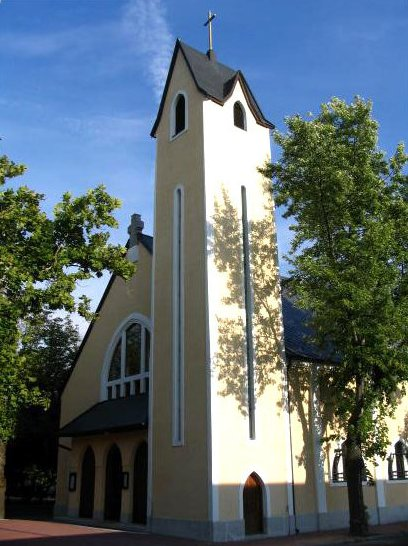
Szent József plébániatemplom, Budapest, IV. kerület, Nap utca 15.

- Szent József plébánia. (Újpest, 1933)[3]
- MÁV betegpénztár épülete (Budapest, Podmaniczky utca)
- Badacsony, vasúti felvétel állomás, 1939
- kastélyok (Tihany, Dicsőszentmárton)
- A Magyar Turista Egyesület felkérésére 1918-ban elkészítette a Batizfalvi-tónál és a Hińczowe halastónál felépítendő menedékházak terveit.[4]

## Az Aggházy család (Balló-Aggházy ág)
| Családfa |
| -------- |
|          |